# Bernardo Houssay
Bernardo Alberto Houssay (Buenos Aires, 1887. április 10. – Buenos Aires, 1971. szeptember 21.) argentin fiziológus. 1947-ben Carl Corival és Gerty Corival megosztva elnyerte az orvostudományi Nobel-díjat, mert felfedezte az agyalapi mirigy hormonjainak szénhidrátanyagcserében játszott szerepét. Ő volt az első latin-amerikai, aki természettudományos Nobel-díjban részesült. 

## Élete
Bernardo Alberto Houssay 1887. április 10-én született Buenos Airesben. Szülei, Dr. Albert Houssay ügyvéd és Clara Laffont, francia bevándorlók voltak. Egy magániskolába, a Colegio Británicóba járt, utána pedig rendkívül fiatalon, mindössze 14 évesen felvették a Buenos Aires-i Egyetem gyógyszerész szakára. 1904-ben megkapta a gyógyszerész diplomát, de ekkor már elkezdte tanulmányait ugyanazon egyetem orvosi szakán. 1907-ben, még diákként felvették az élettani tanszékre tanársegédi állásba, és itteni hipofíziskutatásai alapján írta meg díjnyertes orvosi szakdolgozatát. 1911-ben orvosdoktor fokozatot szerzett.
1910-ben az egyetem állatorvosi szakán tanári állást kapott. Ezzel párhuzamosan végezte orvosi kórházi gyakorlatát és 1913-ban az Alvear Hospital főorvosa lett. Ezenfelül 1915 és 1919 között a Nemzeti Közegészségügyi Intézet kísérletes élettani laboratóriumát is ő vezette. 1919-ben a Buenos Aires-i Egyetem élettanprofesszorának kérték fel. Ő szervezte meg az egyetem Élettani Intézetének alapítását, amely kutatásaival nemzetközi hírnévre tett szert. Houssay egészen 1943-ig betöltötte  professzori és intézetigazgatói állást, de ekkor politikai aktivitása, a demokráciáért való kiállása miatt a puccsal hatalomra jutott katonai kormány leváltotta. Bár sok ajánlatot kapott külföldről, Argentínában maradt és a magánalapítványok által finanszírozott Instituto de Biología y Medicina Experimentalt vezette. Az 1945-ben kormányra került Juan Domingo Perón is mellőzte Houssayt, csak az 1955-ös új kormány rehabilitálta és visszaadta neki korábbi állását.

## Tudományos munkássága
Szinte az élettan minden területén végzett kutatómunkát, de különös figyelmet fordított a belső elválasztású mirigyekre, ezen belül a hipofízisre. Legfontosabb felfedezése az volt, hogy az agyalapi mirigy elülső lebenyében termelt hormonok hatással vannak a szénhidrátok metabolizmusára és szerepük lehet a cukorbetegség kialakulásában. 1930-ban kimutatta, hogy az elülső lebeny kivonata diabéteszszerű tüneteket okoz és, hogy a lebeny eltávolítása javítja a cukorbetegségben szenvedő kísérleti állatok állapotát.
Kutatta a vérkeringést és a légzést, tanulmányozta az immunrendszert, az idegrendszert, az emésztés folyamatát, a kígyó- és pókmérgeket. Mintegy 600 cikket és több könyvet közölt.
Kutatómunkáján felül részt vett az oktatásban és az argentin tudományos élet fejlesztésében. 

## Elismerései
Bernardo Houssay a szénhidrátanyagcserét illető felfedezéseiért 1947-ben, Carl Corival és Gerty Corival megosztva elnyerte az orvostudományi Nobel-díjat. Ezenfelül 25 egyetem fogadta díszdoktorává, 15 egyetem tiszteletbeli tanárává, tagja volt 38 tudományos akadémiának és 16 biológiai, 7 élettani és 5 kardiológiai tudományos társulatnak. Számos ország kitüntetéseit is megkapta tudományos tevékenységéért. 

## Családja
Bernardo Houssay a vegyész dr. Maria Angelica Catant vette feleségül, házasságukból három fiú származott, Alberto, Hector és Raul.
Bernardo Houssay 1971. szeptember 21-én hunyt el Buenos Airesben, 84 éves korában.